# Premi Cóndor de Plata al millor guió adaptat
El Premi Cóndor de Plata al millor guió adaptat és un dels guardons lliurats anualment per l'Asociación de Cronistas Cinematográficos de la Argentina.
Està destinat a distingir els millors guions adaptats de les pel·lícules que van ser estrenades en l'últim any a la República Argentina.

## Guardonats
| Any  | Guionista                                                                           | Pel·lícula                                     |
| ---- | ----------------------------------------------------------------------------------- | ---------------------------------------------- |
| 2020 | Leonel D’Agostino                                                                   | El hijo                                        |
| 2019 | Lola Arias                                                                          | Teatro de guerra                               |
| 2018 | Lucrecia Martel                                                                     | Zama                                           |
| 2017 | Francisco Márquez i Andrea Testa                                                    | La larga noche de Francisco Sanctis            |
| 2016 | Santiago Mitre i Mariano Llinás                                                     | La patota                                      |
| 2015 | Ana Cohan i Miguel Cohan                                                            | Betibú                                         |
| 2014 | Lucía Puenzo                                                                        | Wakolda                                        |
| 2013 | Eugenia Capizzano i Daniel Rosenfeld                                                | Cornelia frente al espejo                      |
| 2012 | Fernando Spiner, Javier Diment i Santiago Hadida                                    | Aballay, el hombre sin miedo                   |
| 2011 | Diego Lerman i María Meira                                                          | La mirada invisible                            |
| 2010 | Juan José Campanella i Eduardo Sacheri                                              | El secreto de sus ojos                         |
| 2009 | Leonardo Favio, Rodolfo Mórtola i Verónica Muriel                                   | Aniceto                                        |
| 2008 | Lucía Puenzo                                                                        | XXY                                            |
| 2007 | Adrián Caetano, Esteban Student i Julián Loyola                                     | Crónica de una fuga                            |
| 2006 | Miguel Bonasso, Edgardo Esteban, Tristán Bauer i Gustavo Romero Borri               | Iluminados por el fuego                        |
| 2005 | José Rivera                                                                         | Diarios de motocicleta                         |
| 2004 | Ariel Roli Sienra i Luis César D'Angiolillo                                         | Potestad                                       |
| 2003 | Adrián Caetano                                                                      | Bolivia                                        |
| 2002 | Eduardo Mignogna, Graciela Maglie i Jorge Goldenberg                                | La fuga                                        |
| 2001 | Marcelo Piñeyro i Marcelo Figueras Ricardo Piglia i David Lipszyc                   | Plata quemada El astillero                     |
| 2000 | Roberto Cossa i Eduardo Calcagno                                                    | Yepeto                                         |
| 1999 | Jana Bokova, Gualberto Ferrari i Leslie Megahey                                     | Diario para un cuento                          |
| 1998 | Guillermo Saccomanno i Juan José Jusid                                              | Bajo bandera                                   |
| 1997 | Mario Levín i Roberto Scheuer                                                       | Sotto voce                                     |
| 1996 | Jorge Rocca                                                                         | Patrón                                         |
| 1995 | Juan Carlos Gené i Alejandro Saderman                                               | Golpes a mi puerta                             |
| 1994 | María Luisa Bemberg i Jorge Goldenberg Beda Docampo Feijóo i Juan Bautista Stagnaro | De eso no se habla El marido perfecto          |
| 1993 | Desert                                                                              | Desert                                         |
| 1992 | Carlos Orgambide i Bernardo Roitman                                                 | El acompañamiento                              |
| 1991 | María Luisa Bemberg i Antonio Larreta                                               | Yo, la peor de todas                           |
| 1990 | Desert                                                                              | Desert                                         |
| 1986 | Alejandro Doria                                                                     | Esperando la carroza                           |
| 1983 | Adolfo Aristarain i José Pablo Feinmann                                             | Últimos días de la víctima                     |
| 1981 | Raúl de la Torre                                                                    | El infierno tan temido                         |
| 1974 | Jorge Zuahir Jury i Leonardo Favio                                                  | Juan Moreira                                   |
| 1972 | Julio Mauricio                                                                      | La valija                                      |
| 1970 | Manuel Antín                                                                        | Don Segundo Sombra                             |
| 1969 | Desert                                                                              | Desert                                         |
| 1968 | Carlos del Peral, César Fernández Moreno, Rodolfo Kuhn i Francisco Urondo           | Noche terrible                                 |
| 1967 | Ariel Cortazzo                                                                      | Del brazo y por la calle                       |
| 1962 | Augusto Roa Bastos i Solly                                                          | Alias Gardelito                                |
| 1961 | Augusto Roa Bastos                                                                  | Shunko                                         |
| 1960 | Beatriz Guido i Leopoldo Torre Nilsson                                              | La caída                                       |
| 1959 | Mario Soffici i Marco Denevi                                                        | Rosaura a las diez                             |
| 1957 | Sergio Leonardo                                                                     | Los tallos amargos                             |
| 1955 | Mario Soffici i Joaquín Gómez Bas                                                   | Barrio gris                                    |
| 1954 | Abel Santa Cruz Alejandro Casona                                                    | La mejor del colegio Un ángel sin pudor        |
| 1953 | Román Viñoly Barreto i Narciso Ibáñez Menta Alejandro Casona                        | La bestia debe morir No abras nunca esa puerta |
| 1952 | Lucas Demare i Ernesto L. Castro                                                    | Los isleros                                    |
| 1949 | Tulio Demicheli                                                                     | Dios se lo pague                               |
| 1947 | Tulio Demicheli                                                                     | Celos                                          |
| 1946 | María Teresa León i Rafael Alberti                                                  | La dama duende                                 |
| 1945 | Ulyses Petit de Murat i Homero Manzi                                                | Su mejor alumno                                |
| 1944 | Pedro E. Pico, Manuel Agromayor i Alfredo de la Guardia                             | Juvenilia                                      |
| 1943 | Ulyses Petit de Murat i Homero Manzi                                                | La guerra gaucha                               |